# Чжэн Сяоин
Чжэн Сяои́н (кит. упр. 郑小瑛, пиньинь Zhèng Xiǎoyīng; род. 1929 г.) — первая китайская женщина — дирижер. Была главным дирижером китайской Национальной оперы (CNOH), организатором и руководителем филармонического оркестра Сямэнь. Выпускница Московской государственной консерватории имени П. И. Чайковского (1960—1963). Работала деканом Центральной музыкальной консерватории Китая (CCOM).

## Биография
Чжэн родилась в 1929 году в уезде Юндин провинции Фуцзянь. Относится к этнической группе хакка.
Благодаря стараниям матери, в шесть лет научилась играть на пианино. Училась в Медицинском колледже Пекина. Учеба Чжэн пришлась на период, когда вся страна была в хаосе гражданской войны. Она находилась под влиянием передовых идей, преподаваемых в учебном заведении. Чжэн не состояла в Коммунистической партии, но хотела приобщиться к деятельности коммунистов. Она организовал народный хор, чтобы петь песни регионов, которые был взяты коммунистической армией и песни Советского Союза.
Зимой 1948 года Чжэн оставила родительский дом и отправилась в район, контролируемый коммунистической армией. Там ее задачей было обучение песням и танцам труппы, выступающей в провинции Хэнань.
В 1952 году поступила учиться в Национальную центральную академию музыки. С 1956 по 1960 год преподавала в Национальной академии музыки. С 1960 по 1963 год училась оперному дирижированию в Московской консерватории. Училась на курсе дирижеров у педагога Николая Тумачёва. Чжэн была единственной женщиной в классе. В 1962 году она дирижировала в Москве в опере «Тоска». После окончания консерватории вернулась в Китай. Культурная революция на время прервала её работу — в то время в Китае было не до классической музыки. В дальнейшем Чжэн преподавала на кафедре дирижирования в Центральной консерватории, была деканом факультета консерватории.
В 1977 году Чжэн стала главным дирижером Китайской национальной оперы в Пекине. Дирижировала в операх: «Травиата», «Кармен», «Свадьба Фигаро», «Мадам Баттерфляй» и др.
В 1970-х годах на выступления Китайской национальной оперы в провинциях приходило много рабочих и членов семей. Китайские зрители не понимали западную оперу. Несмотря на то, что артисты пели на китайском языке, зрителям, которым в Китае на протяжении десятилетий запрещалось посещать музыкальные концерты, было тяжело понять смысл происходящего. Смущение людей было настолько сильным, что нельзя было даже начать спектакль. Чжэн нашла выход из положения — она перед каждым выступлением стала проводить 20-минутную лекцию. На лекциях она учила людей основным знаниям западной оперы. Лекции стали настолько популярными, что пропустившие перед их концертом, покупали снова билеты и на следующий день слушали лекцию. Видя реакцию людей, Чжэн стала заниматься популяризаций знаний китайцев о классической музыке.
В 1993 году в Китае основала первый женский симфонический оркестр, который выступал с гастролями по всему миру. Оркестр играет как западную, так и китайскую музыку.
В 1997 году, спустя шесть лет после того, как ушла на пенсию, Чжэн собиралась отправиться в город Сямынь, чтобы создать там филармонический оркестр, однако перед поездкой ей был поставлен диагноз рака толстой кишки. Чжэн легла в больницу на лечение. После четырех месяцев операций, химиотерапии и лучевой терапии она выздоровела и в 68 лет продолжила работу. В 1997 году она вновь уехала в Сямынь и в 1998 году создала там филармонический оркестр Сямэнь. Ныне оркестр стал неотъемлемой частью культурной жизни Сямэнь. В 2002 году выступала в качестве официального дирижера на третьем туре IV Международного юношеского конкурса имени П. И. Чайковского, проходившего в Сямэнь.
Творчество Чжэн получило признание в мире, в 2008 году она была факелоносцем в Сямэне на Летних Олимпийских играх 2008. В 2011 году удостоена премии китайской музыкальной Ассоциации. В 2014 году Китайская национальная опера удостоила Чжэн званием «Лучший дирижер Китая».